# وینچنزو مانگیاکاپر
وینچنزو مانگیاکاپر (انگلیسی: Vincenzo Mangiacapre؛ زادهٔ ۱۷ ژانویه ۱۹۸۹) بوکسور اهل ایتالیا است.